# Grand Prix automobile du Brésil 2017
GP précédent GP suivant
Le Grand Prix automobile du Brésil 2017 (Formula 1 Grande Prêmio Heineken do Brasil 2017), disputé le 12 novembre 2017 sur le Circuit d'Interlagos, est la 975e épreuve du championnat du monde de Formule 1 courue depuis 1950. Il s'agit de la quarante-cinquième édition du Grand Prix du Brésil comptant pour le championnat du monde de Formule 1, la trente-sixième courue sur l'Autodrome José Carlos Pace d'Interlagos et de la dix-neuvième manche du championnat 2017.
Valtteri Bottas prend la relève pour Mercedes, après que son coéquipier quadruple champion du monde Lewis Hamilton est parti à la faute dans la première phase des qualifications, heurtant le mur dans son premier tour rapide, ce qui le laisse sans temps et le contraint à s'élancer de la dernière place sur la grille. Bottas devance Sebastian Vettel d'un souffle (38 millièmes de seconde) et réalise sa troisième pole position de la saison et de sa carrière. Kimi Räikkönen obtient le troisième temps et part de la deuxième ligne, devant Max Verstappen. Daniel Ricciardo, auteur du cinquième temps mais pénalisé d'un recul de dix places sur la grille en raison du changement de son moteur, laisse Sergio Pérez et Fernando Alonso occuper la troisième ligne ; il s'agit du meilleur départ d'une MCL32 depuis le début de la saison. Les deux Renault de Nico Hülkenberg et Carlos Sainz Jr. s'élancent de la quatrième ligne.
En s'imposant de façon autoritaire devant Valtteri Bottas au premier freinage, Sebastian Vettel peut contrôler la course de bout en bout et obtenir, au terme des soixante-et-onze tours, sa cinquième victoire de la saison, la quarante-septième de sa carrière. Bottas, deuxième n'a jamais été en position de le dépasser. Le premier tour voit Romain Grosjean éliminer Esteban Ocon, mettant un terme à son record de vingt-sept courses terminées depuis ses débuts en Formule 1. Il est aussi fatal à Stoffel Vandoorne et Kevin Magnussen, ce qui provoque la sortie de la voiture de sécurité. Vettel gère sans problème la relance au sixième tour tandis que Lewis Hamilton, qui a pris le départ depuis la voie des stands, remonte jusqu'à la première place au moment de la valse des arrêts au stand. Il conserve la tête durant treize tours, jusqu'à la quarante-deuxième boucle, réalisant en pneus usés des temps identiques à ceux de Vettel en gommes fraîches avant d'être le dernier à changer de pneumatiques. Vettel reprend dès lors la tête et met Bottas à distance suffisante pour que ce dernier ne puisse pas utiliser son aileron arrière mobile. Kimi Räikkönen, menacé par Hamilton sur la fin, tient la troisième place jusqu'à l'arrivée. Hamilton termine quatrième et est élu « pilote du jour » ; après son arrêt, il a pris le meilleur sur Max Verstappen, cinquième devant son coéquipier Daniel Ricciardo auteur de nombreux dépassements après avoir été poussé hors-piste au premier tour et s'être retrouvé en queue de peloton. Pour son dernier Grand Prix national, Felipe Massa prend la septième place en résistant aux assauts de Fernando Alonso alors que Sergio Pérez est le dernier pilote à se classer dans le même tour que le vainqueur, devant Nico Hülkenberg qui marque le point de la dixième place. 
Sacré champion du monde pour la quatrième fois, depuis le Grand Prix du Mexique, Lewis Hamilton totalise 345 points, 43 de mieux que Vettel qui fait un grand pas vers le statut de vice-champion du monde, avec 302 points et une avance de 22 points sur Valtteri Bottas alors qu'il n'y a plus que 25 points en jeu pour le vainqueur dans la dernière course de la saison ; suivent Ricciardo (200 points), Räikkönen (193 points), Verstappen (158 points), Pérez (94 points) et Ocon (83 points). Mercedes, déjà champion depuis le Grand Prix des États-Unis compte désormais 625 points, 130 de plus que la Scuderia Ferrari (495 points) qui devance Red Bull Racing (358 points), Force India (177 points) et Williams (82 points) : ce classement des cinq premiers est définitif. Suivent la Scuderia Toro Rosso (53 points), Renault (48 points), Haas (47 points), McLaren (28 points) et Sauber (5 points).

## Pneus disponibles
| Pneus pour piste sèche | Pneus pour piste sèche | Pneus pour piste sèche | Pneus pluie    | Pneus pluie |
| ---------------------- | ---------------------- | ---------------------- | -------------- | ----------- |
| Super tendres          | Tendres                | Médiums                | Intermédiaires | Pluie       |

## Essais libres

### Première séance, le vendredi de 10 h à 11 h 30
| Pos. | Pilote           | Voiture            | Chrono         | Écart     |
| ---- | ---------------- | ------------------ | -------------- | --------- |
| 1    | Lewis Hamilton   | Mercedes           | 1 min 09 s 202 |           |
| 2    | Valtteri Bottas  | Mercedes           | 1 min 09 s 329 | + 0 s 127 |
| 3    | Kimi Räikkönen   | Ferrari            | 1 min 09 s 744 | + 0 s 542 |
| 4    | Max Verstappen   | Red Bull-TAG Heuer | 1 min 09 s 750 | + 0 s 548 |
| 5    | Daniel Ricciardo | Red Bull-TAG Heuer | 1 min 09 s 828 | + 0 s 626 |
| 6    | Sebastian Vettel | Ferrari            | 1 min 09 s 984 | + 0 s 782 |

- Charles Leclerc pilote-essayeur chez Sauber, remplace Marcus Ericsson lors de cette séance d'essais[2] ;
- George Russell pilote-essayeur chez Force India, remplace Sergio Pérez lors de cette séance d'essais[3] ;

### Deuxième séance, le vendredi de 14 h à 15 h 30
| Pos. | Pilote           | Voiture            | Chrono         | Écart     |
| ---- | ---------------- | ------------------ | -------------- | --------- |
| 1    | Lewis Hamilton   | Mercedes           | 1 min 09 s 515 |           |
| 2    | Valtteri Bottas  | Mercedes           | 1 min 09 s 563 | + 0 s 048 |
| 3    | Daniel Ricciardo | Red Bull-TAG Heuer | 1 min 09 s 743 | + 0 s 228 |
| 4    | Sebastian Vettel | Ferrari            | 1 min 09 s 875 | + 0 s 360 |
| 5    | Max Verstappen   | Red Bull-TAG Heuer | 1 min 09 s 886 | + 0 s 371 |
| 6    | Kimi Räikkönen   | Ferrari            | 1 min 10 s 117 | + 0 s 602 |

- Antonio Giovinazzi pilote-essayeur chez Haas F1 Team, remplace Kevin Magnussen lors de cette séance d'essais[5].

### Troisième séance, le samedi de 11 h à 12 h
| Pos. | Pilote           | Voiture            | Chrono         | Écart     |
| ---- | ---------------- | ------------------ | -------------- | --------- |
| 1    | Valtteri Bottas  | Mercedes           | 1 min 09 s 281 |           |
| 2    | Lewis Hamilton   | Mercedes           | 1 min 09 s 284 | + 0 s 003 |
| 3    | Kimi Räikkönen   | Ferrari            | 1 min 09 s 326 | + 0 s 045 |
| 4    | Sebastian Vettel | Ferrari            | 1 min 09 s 339 | + 0 s 058 |
| 5    | Daniel Ricciardo | Red Bull-TAG Heuer | 1 min 10 s 244 | + 0 s 963 |
| 6    | Fernando Alonso  | McLaren-Honda      | 1 min 10 s 288 | + 1 s 007 |

## Séance de qualifications

### Résultats des qualifications
| Pos.                                                                                      | Pilote            | Écurie               | Qualifications 1 | Qualifications 2 | Qualifications 3 |
| ----------------------------------------------------------------------------------------- | ----------------- | -------------------- | ---------------- | ---------------- | ---------------- |
| 1                                                                                         | Valtteri Bottas   | Mercedes             | 1 min 09 s 452   | 1 min 08 s 638   | 1 min 08 s 322   |
| 2                                                                                         | Sebastian Vettel  | Ferrari              | 1 min 09 s 643   | 1 min 08 s 494   | 1 min 08 s 360   |
| 3                                                                                         | Kimi Räikkönen    | Ferrari              | 1 min 09 s 405   | 1 min 09 s 116   | 1 min 08 s 538   |
| 4                                                                                         | Max Verstappen    | Red Bull-TAG Heuer   | 1 min 09 s 820   | 1 min 09 s 050   | 1 min 08 s 925   |
| 5                                                                                         | Daniel Ricciardo  | Red Bull-TAG Heuer   | 1 min 09 s 828   | 1 min 09 s 553   | 1 min 09 s 330   |
| 6                                                                                         | Sergio Pérez      | Force India-Mercedes | 1 min 10 s 145   | 1 min 09 s 760   | 1 min 09 s 598   |
| 7                                                                                         | Fernando Alonso   | McLaren-Honda        | 1 min 10 s 172   | 1 min 09 s 593   | 1 min 09 s 617   |
| 8                                                                                         | Nico Hülkenberg   | Renault              | 1 min 10 s 078   | 1 min 09 s 726   | 1 min 09 s 703   |
| 9                                                                                         | Carlos Sainz Jr.  | Renault              | 1 min 10 s 227   | 1 min 09 s 768   | 1 min 09 s 805   |
| 10                                                                                        | Felipe Massa      | Williams-Mercedes    | 1 min 09 s 789   | 1 min 09 s 612   | 1 min 09 s 841   |
| 11                                                                                        | Esteban Ocon      | Force India-Mercedes | 1 min 10 s 168   | 1 min 09 s 830   |                  |
| 12                                                                                        | Romain Grosjean   | Haas-Ferrari         | 1 min 10 s 148   | 1 min 09 s 879   |                  |
| 13                                                                                        | Stoffel Vandoorne | McLaren-Honda        | 1 min 10 s 286   | 1 min 10 s 116   |                  |
| 14                                                                                        | Kevin Magnussen   | Haas-Ferrari         | 1 min 10 s 521   | 1 min 10 s 154   |                  |
| 15                                                                                        | Brendon Hartley   | Toro Rosso-Renault   | 1 min 10 s 625   | Pas de temps     |                  |
| 16                                                                                        | Pascal Wehrlein   | Sauber-Ferrari       | 1 min 10 s 678   |                  |                  |
| 17                                                                                        | Pierre Gasly      | Toro Rosso-Renault   | 1 min 10 s 686   |                  |                  |
| 18                                                                                        | Lance Stroll      | Williams-Mercedes    | 1 min 10 s 776   |                  |                  |
| 19                                                                                        | Marcus Ericsson   | Sauber-Ferrari       | 1 min 10 s 875   |                  |                  |
| Temps minimal à réaliser pour la qualification : 1 min 14 s 263 (107 % de 1 min 09 s 405) |                   |                      |                  |                  |                  |
| Nq.                                                                                       | Lewis Hamilton    | Mercedes             | Pas de temps     |                  |                  |

### Grille de départ
- Lewis Hamilton, victime d'un accident en début de séance quand l'arrière de sa Mercedes lui a échappé et qu'il a percuté le mur de pneus, n'a pas pu réaliser de tour rapide, sa suspension avant-gauche ayant cassé. Repêché par les commissaires, il part de la dernière place de la grille derrière les autres pilotes pénalisés[8] ;
- Pierre Gasly, auteur du dix-septième temps, reçoit une première pénalité de 10 places après le remplacement hors quota de son MGU-H. Il écope ensuite d'une nouvelle pénalité de 15 places car le MGU-H flambant neuf a cassé après cinq tours durant la première séance d'essais libres. Toro Rosso a procédé à son remplacement (10 places de pénalité) et a également installé un nouveau turbocompresseur sur la monoplace de Gasly (5 places de pénalité), portant le total à un recul de 25 positions ; il s'élance finalement de la dix-neuvième place[9] ;
- Brendon Hartley, auteur du quinzième temps, est pénalisé d'un recul de 10 places sur la grille après l'installation d'un nouvel exemplaire de MGU-H sur sa monoplace ; il s'élance de la dix-huitième place[10] ;
- Marcus Ericsson, auteur du dix-neuvième temps, est pénalisé d'un recul de 5 places sur la grille après l'installation d'une nouvelle boîte de vitesses sur sa monoplace ; il s'élance finalement de la dix-septième place[11] ;
- Lance Stroll, auteur du dix-huitième temps, écope d'une pénalité d'un recul de cinq places sur la grille de départ. Williams a constaté un problème de boîte de vitesses nécessitant son remplacement et en a profité pour procéder au remplacement complet de l'unité de puissance Mercedes. Si le changement de la boîte entraîne la pénalité, en revanche, la nouvelle unité de puissance appartient au quota des quatre autorisées pour la saison ; il s'élance finalement de la seizième place[12] ;
- Daniel Ricciardo, auteur du cinquième temps, est pénalisé d'un recul de 10 places sur la grille après l'installation d'un nouvel exemplaire de MGU-H sur sa monoplace ; il s'élance de la quatorzième place[10].

## Course

### Classement de la course
| Pos. | no | Pilote            | Écurie               | Tours | Temps/Abandon                      | Grille  | Points |
| ---- | -- | ----------------- | -------------------- | ----- | ---------------------------------- | ------- | ------ |
| 1    | 5  | Sebastian Vettel  | Ferrari              | 71    | 1 h 31 min 26 s 262 (200,733 km/h) | 2       | 25     |
| 2    | 77 | Valtteri Bottas   | Mercedes             | 71    | + 2 s 262                          | 1       | 18     |
| 3    | 7  | Kimi Räikkönen    | Ferrari              | 71    | + 4 s 600                          | 3       | 15     |
| 4    | 44 | Lewis Hamilton    | Mercedes             | 71    | + 5 s 468                          | Pitlane | 12     |
| 5    | 33 | Max Verstappen    | Red Bull-TAG Heuer   | 71    | + 32 s 940                         | 4       | 10     |
| 6    | 3  | Daniel Ricciardo  | Red Bull-TAG Heuer   | 71    | + 48 s 691                         | 14      | 8      |
| 7    | 19 | Felipe Massa      | Williams-Mercedes    | 71    | + 1 min 08 s 882                   | 9       | 6      |
| 8    | 14 | Fernando Alonso   | McLaren-Honda        | 71    | + 1 min 09 s 363                   | 6       | 4      |
| 9    | 11 | Sergio Pérez      | Force India-Mercedes | 71    | + 1 min 09 s 500                   | 5       | 2      |
| 10   | 27 | Nico Hülkenberg   | Renault              | 70    | + 1 tour                           | 7       | 1      |
| 11   | 55 | Carlos Sainz Jr.  | Renault              | 70    | + 1 tour                           | 8       |        |
| 12   | 10 | Pierre Gasly      | Toro Rosso-Renault   | 70    | + 1 tour                           | 19      |        |
| 13   | 9  | Marcus Ericsson   | Sauber-Ferrari       | 70    | + 1 tour                           | 17      |        |
| 14   | 94 | Pascal Wehrlein   | Sauber-Ferrari       | 70    | + 1 tour                           | 15      |        |
| 15   | 8  | Romain Grosjean   | Haas-Ferrari         | 69    | + 2 tours                          | 11      |        |
| 16   | 6  | Lance Stroll      | Williams-Mercedes    | 69    | + 2 tours                          | 16      |        |
| Abd. | 28 | Brendon Hartley   | Toro Rosso-Renault   | 40    | Perte de puissance                 | 18      |        |
| Abd. | 31 | Esteban Ocon      | Force India-Mercedes | 0     | Accrochage                         | 10      |        |
| Abd. | 20 | Kevin Magnussen   | Haas-Ferrari         | 0     | Accrochage                         | 13      |        |
| Abd. | 2  | Stoffel Vandoorne | McLaren-Honda        | 0     | Accrochage                         | 12      |        |

### Pole position et record du tour
- Pole position :  Valtteri Bottas (Mercedes) en 1 min 08 s 322 (227,048 km/h)[14].
- Meilleur tour en course :  Max Verstappen (Red Bull-TAG Heuer) en 1 min 11 s 044 (218,349 km/h) au soixante-quatrième tour[15].

### Tours en tête
- Sebastian Vettel (Ferrari) : 57 tours (1-28 / 43-71)[16]
- Lewis Hamilton (Mercedes) : 13 tours (30-42)
- Kimi Räikkönen (Ferrari) : 1 tour (29).

## Classements généraux à l'issue de la course
| Pos.     | Pilote            | Écurie               | Points |
| -------- | ----------------- | -------------------- | ------ |
| Champion | Lewis Hamilton    | Mercedes             | 345    |
| 2        | Sebastian Vettel  | Ferrari              | 302    |
| 3        | Valtteri Bottas   | Mercedes             | 280    |
| 4        | Daniel Ricciardo  | Red Bull-TAG Heuer   | 200    |
| 5        | Kimi Räikkönen    | Ferrari              | 193    |
| 6        | Max Verstappen    | Red Bull-TAG Heuer   | 158    |
| 7        | Sergio Pérez      | Force India-Mercedes | 94     |
| 8        | Esteban Ocon      | Force India-Mercedes | 83     |
| 9        | Carlos Sainz Jr.  | Toro Rosso-Renault   | 54     |
| 10       | Felipe Massa      | Williams-Mercedes    | 42     |
| 11       | Lance Stroll      | Williams-Mercedes    | 40     |
| 12       | Nico Hülkenberg   | Renault              | 35     |
| 13       | Romain Grosjean   | Haas-Ferrari         | 28     |
| 14       | Kevin Magnussen   | Haas-Ferrari         | 19     |
| 15       | Fernando Alonso   | McLaren-Honda        | 15     |
| 16       | Stoffel Vandoorne | McLaren-Honda        | 13     |
| 17       | Jolyon Palmer     | Renault              | 8      |
| 18       | Pascal Wehrlein   | Sauber-Ferrari       | 5      |
| 19       | Daniil Kvyat      | Toro Rosso-Renault   | 5      |

| Pos.     | Écurie               | Points |
| -------- | -------------------- | ------ |
| Champion | Mercedes             | 625    |
| 2        | Ferrari              | 495    |
| 3        | Red Bull-TAG Heuer   | 358    |
| 4        | Force India-Mercedes | 177    |
| 5        | Williams-Mercedes    | 82     |
| 6        | Toro Rosso-Renault   | 53     |
| 7        | Renault              | 49     |
| 8        | Haas-Ferrari         | 47     |
| 9        | McLaren-Honda        | 28     |
| 10       | Sauber-Ferrari       | 5      |

## Statistiques
Le Grand Prix du Brésil 2017 représente :
- la 3e pole position de Valtteri Bottas[19] ;
- la 47e victoire de sa carrière pour Sebastian Vettel[20] ;
- la 229e victoire pour Ferrari en tant que constructeur[21] ;
- la 230e victoire pour Ferrari en tant que motoriste[22].

Au cours de ce Grand Prix :
- Sebastian Vettel passe la barre des 2 400 points inscrits en Formule 1 (2 410 points)[23] ;
- Lewis Hamilton est élu « Pilote du jour » lors d'un vote organisé sur le site officiel de la Formule 1[24] ;
- Derek Warwick (146 départs en Grands Prix de Formule 1 dont deux meilleurs tours en course et quatre podiums, vainqueur des 24 Heures du Mans 1992) a été nommé par la FIA conseiller pour aider dans leurs jugements le groupe des commissaires de course[25].